# اشتبلة (اشتيوان)
اشتبلة هو دُوَّار يقع بجماعة بني أحمد الغربية، إقليم شفشاون، جهة طنجة تطوان الحسيمة في المملكة المغربية. ينتمي الدوّار لمشيخة اشتيوان التي تضم 9 دواوير. يقدر عدد سكانه بـ 283 نسمة حسب الإحصاء الرسمي للسكان والسكنى لسنة 2004.

## روابط خارجية
- البوابة الوطنية للجماعات الترابية
- المندوبية السامية للتخطيط